# Орден Пальмы
Орден Пальмы (нидерл. Ere-Orde van de Palm) — военная и гражданская государственная награда Суринама. Орден был учреждён в 1975 году при обретении независимости Суринамом и заменил собой нидерландский Орден Оранских-Нассау. Она присуждается лицам, проходящим специальную службу в гражданской или военной сфере. Орден также может вручаться иностранным гражданам.

## Категории
- Кавалер Большой ленты (Grootlint) — знак ордена на чрезплечной ленте, звезда ордена на левой стороне груди.
- Великий офицер (Grootofficier) — знак ордена на шейной ленте, звезда ордена на левой стороне груди.
- Командир (Commandeur) — знак ордена на шейной ленте.
- Офицер (Officier) — знак ордена на нагрудной ленте с розеткой.
- Кавалер (Ridder) — знак ордена на нагрудной ленте.

## Описание

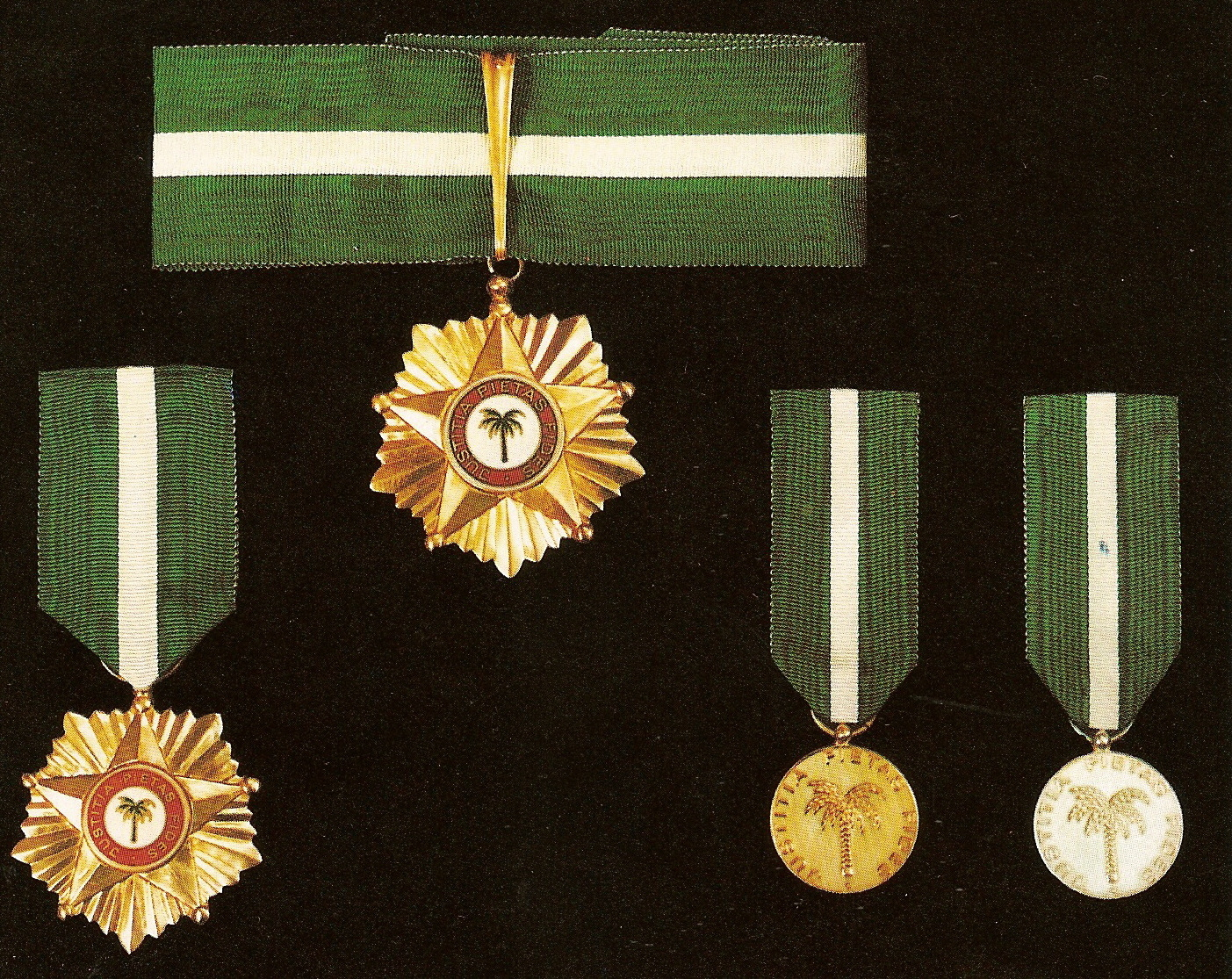
Орден Пальмы и золотая и серебряные почётные медали

Орден состоит из золотой пятиконечной звезды, с маленькими шариками на концах, и золотых позолоченных лучей между лучами звезды, в результате чего получается знак в форме пятиугольника. На центральном диске изображена пальма на белом фоне, окружённая красным кольцом с золотыми границами, на котором жёлтым цветом написан девиз: «JUSTITIA — PIETAS — FIDES (справедливость — благочестие — верность)».
Медаль ордена круглая, может быть золотой или серебряной. На ней изображена пальма, окружённая венцом с девизом ордена.
Лента ордена — зелёная с центральной белой полосой.

## Некоторые награждённые
- Ойл, Йоп ден
- Бернард Липпе-Бистерфельдский
- Стул, Макс ван дер
- Ян Пронк[1]